# Molène
Molène település Franciaországban, Finistère megyében. 

## Népesség
A település népességének változása: